# Papamosques ultramarí
El papamosques ultramarí (Ficedula superciliaris) és una espècie d'ocell de la família dels muscicàpids (Muscicapidae) pròpia del subcontinent indi. Nidifica a l'Himlàlaia, entre els entre los 2.000–2.700 metres, i passa l'hivern al sud de l'Índia. El seu hàbitat natural són els boscos tropicals i subtropicals de frondoses humits de l'estatge montà. El seu estat de conservació es considera de risc mínim.